# Mikhail Girgis El Batanouny
Mikhail Girgis El Batanouny (en copte : ⲙⲓⲭⲁⲏⲗ ⲅⲉⲱⲣⲅⲓⲟⲥ ⲫⲣⲉⲙⲡⲁⲑⲁⲛⲟⲛ Mikhail Georgios Phrembatanon), aussi surnommé Mu'allim, qui signifie en arabe « maître », né le 14 septembre 1873 et mort le 18 avril 1957, était un expert égyptien en musique copte et professeur de musique copte traditionnelle, très informé concernant les rituels de l'Église copte, en plus d'être très compétent dans la maîtrise des langues copte et arabe. Il fut le premier chantre décrété garant de la tradition musicale copte.
Il a appris les alhan (chants liturgiques coptes) de la part d'étudiants d'Abūna Takla, le célèbre chantre qui a recueilli pour la première fois l'hymnodie liturgique Le Service de Deacons en 1859. Al-Batanuni était également le professeur de la prochaine génération de chanteurs éminents de l'Église, y compris Sadiq Atallah et Farag Abdel Massih.